# Милош Богуновић (учитељ)
Милош С. Богуновић (Зрмања Врело, код Грачаца, 15. март 1854 — Загреб, 2. децембар 1937), учитељ и учесник Првог светског рата.

## Биографија
Рођен 15. марта 1854. године у Врелу  у српској православној породици из братства Богуновића, као син Симеона Богуновића и мајке Марте. У појединим документима за Милоша стоји да је Михаило, прозван Милош, а и на његовој крстеници стоји – Михаило/Миле Богуновић.
Милош је био ожењен Маријом, рођеном 1858. године у старој српској племићкој породици Синобад, односно ћерком Петра Синобада и Јулије Радуловић, који су живели у Скрадину поред Шибеника. После смрти супруге Марије Синобад, он се женио још два пута. Најпре са Маријом Петрановић и потом са удовицом Маријом Брецковом, рођеном Бан.
Био је учитељ, српски национални радник и четник, а у Првом светском рату официр штаба Савске дивизијске области. Обављао је такође и функцију општинског чиновника, а потом је био трговачки путник и општински бележник у Доњем Лапцу. Као учитељ, радио у Прибнићу (1919—1923) и Теслићу (1923—1933).
Умро је 2. децембра 1937. године у Загребу, где је и провео последње године свог живота.
Носилац више престижних војних одликовања, међу којима се истичу Сребрни војнички орден Карађорђеве звезде са мачевима – № 15965 (орден је установљен 28. маја 1915. године), Крст милосрђа (орден је установљен 7. маја 1913. године), Георгијевски крст (рус. Георгиевский крест) руског цара (орден је установљен 13. фебруара 1807. године).

## Потомство
Из себе Милош је оставио два сина Душана (1888—1944), једног од највећих националних радника између два светска рата, као и Петра (1883—1944), који је такође младим Србима подизао националну свест као учитељ кроз свој рад у Прибнићу (1919—1923), потом у Теслићу (1923—1933) и на крају у Сарајеву (1934), због чега и данас у Теслићу, једна улица носи његово име.
 
Његови унуци су академик проф. др Владимир Д. Богуновић (1912-1986), са Грађевинског факултета Универзитета у Београду и чувени београдски архитекта Угљеша П. Богуновић (1922—1994).